# Martín de Béjar
Martín de Béjar (f. 1530) fue un prelado franciscano español que sirvió como el tercer Obispo de Panamá (1527-1530). Se encargó de terminar el traslado de la diócesis de Santa María la Antigua del Darién hasta Nuestra Señora de la Asunción de Panamá (actual Ciudad de Panamá).

## Biografía
Nativo de Sevilla, Martín de Béjar fue ordenado como sacerdote en la Orden de Frailes Menores. En 1527 el papa Clemente VII lo nombró como el tercer Obispo de Panamá. Cuando era obispo, la sede de la diócesis fue transferida a Nuestra Señora de la Asunción de Panamá, ubicada en la costa Pacífica. Ocupó el cargo de obispo hasta su muerte en 1530.